# Официальная мелодия
Официа́льная мело́дия человека, должности или ранга — это музыкальная композиция, которую играют по формальному или церемониальному случаю в присутствии данного человека, заместителя должности или ранга, главным образом, военным оркестром. Глава государства во многих странах приветствуется предписанной его должности музыкальной композицией; в некоторых странах для этой цели используется государственный гимн, а в некоторых других — короле́вский, президе́нтский или, исторически, импера́торский гимн. У других должностных лиц также может быть гимн: например, ви́це-короле́вский салю́т в некоторых странах Содружества для генерал-губернатора, губернатора или лейтенант-губернатора. Вместо официальной мелодии или перед её исполнением может исполняться барабанная дробь с фанфарами.

## Современные официальные мелодии
К странам, где в качестве королевского гимна используется государственный гимн, относятся Ямайка, Малайзия, Нидерланды, остров Норфолк, Испания, Великобритания, Иордания, Бруней и Камбоджа. При этом в Дании и Новой Зеландии королевские гимны имеют официальный статус наравне с отдельными композициями, признанными в качестве государственных гимнов.
Ниже перечислены случаи использования официальных мелодий, отличные от их использования в качестве государственных гимнов.
| Страна                   | Должность/ранг                                                                          | Мелодия | Примечания |
| ------------------------ | --------------------------------------------------------------------------------------- | --- | --- |
| Австралия                | Монарх                                                                                  | God Save the King (Боже, храни Короля) | |
| Австралия                | Другие члены Королевской семьи                                                          | Первые шесть тактов God Save the King | |
| Австралия                | Генерал-губернатор, губернаторы                                                         | Вице-королевский салют | Первые и последние четыре такта государственного гимна Advance Australia Fair. До 1984 г. вице-королевским салютом были шесть первых тактов God Save the King. |
| Австрия                  | Президент                                                                               | Deutschösterreich, du herrliches Land (Германская Австрия, чудесная земля) | Также гимн Австрийских вооружённых сил |
| Аргентина                | Президент                                                                               | Marcha de Ituzaingó (Марш Итусайнго) | Президентский марш |
| Армения                  | Президент                                                                               | Президентская фанфара | |
| Бразилия                 | Президент                                                                               | Continências ao Presidente da República | Вступительные и финальные аккорды бразильского государственного гимна. Применяется лишь на военных церемониях. |
| Великобритания           | Монарх                                                                                  | God Save The Queen (Боже, храни Королеву) | Исполняется весь гимн целиком |
| Венесуэла                | Президент                                                                               | Himno a Bolivar (Гимн Боливару, только военным оркестром), Gloria al Bravo Pueblo (Слава смелому народу, короткая или полная версия, только военным оркестром), Marcha Regular (Марш национального салюта, только Корпусом барабанщиков) | 1. Президентский марш исполняется при прибытии президента на крупные мероприятия 2. Государственный гимн (припев с первым куплетом или один припев) исполняются в ходе любых мероприятий, также может исполняться полностью или только в составе припева 3. Исполняется на военных мероприятиях, если присутствует Корпус барабанщиков, а также в качестве приветственного марша флагу Венесуэлы, если не исполняется государственный гимн. Может исполняться и военным оркестром, если есть возможность.                                                                                  |
| Венесуэла                | Вице-президент                                                                          | Honores al Vice Presidente (Вице-президентский салют) | Вице-президента чествуют сигналом горна |
| Гаити                    | Президент                                                                               | Quand nos aïeux brisèrent leurs entraves (Национальная песнь «Когда наши предки разорвали свои оковы») | Слова Освальда Дюрана положены на музыку Оксида Жанти в 1893 г. в качестве государственного гимна; в 1904 г. в этом качестве заменены «Дессалинкой» |
| Германия                 | Президент                                                                               | Auferstanden aus Ruinen (Возрождённая из руин) | Ранее использовалась как государственный гимн ГДР. Впервые исполнена в Бразилии во время визита Романа Херцога в ноябре 1995 г. |
| Дания                    | Монарх                                                                                  | Kong Christian stod ved højen mast (Король Кристиан стоял у высокой мачты) | Один из двух государственных гимнов наравне с Der er et yndigt land |
| Ирландия                 | Президент                                                                               | Президентский салют | Первые четыре и последние пять тактов государственного гимна Amhrán na bhFiann |
| Ирландия                 | Премьер-министр Ирландии                                                                | Mór Chluana / Amhrán Dóchais (Клойнский мор / Песня надежды) | Клойнский мор — традиционная мелодия, зарегистрированная Патриком Уэстоном Джойсом в 1873 г.. Песня надежды — стихи Осборна Бергина 1913 года, положенные на эту мелодию В качестве приветствия эту мелодию избрал Джон А. Костелло. Хотя салют часто называют «Аура́н-До́хыс», Брайан О-Кыв считал, что её корректнее называть «Мор-Хлана». |
| Испания                  | Монарх                                                                                  | La Marcha Real | |
| Испания                  | Принцесса Астурийская                                                                   | Сокращённая версия La Marcha Real | Исполняется без повторяющихся тактов |
| Италия                   | Президент                                                                               | S'hymnu sardu nationale (Государственный гимн Сардинии) | Впервые исполнен в 1991 г. |
| Канада                   | Монарх, супруг                                                                          | God Save the Queen (Боже, храни Королеву) | Для духового оркестра вместо «God Save the Queen» используется «Майорка» |
| Канада                   | Другие члены Королевской семьи                                                          | Первые шесть тактов God Save the Queen | Для духового оркестра вместо «God Save the Queen» используется «Майорка» |
| Канада                   | Генерал-губернатор, лейтенант-губернаторы                                               | Салют генерал-губернатору/лейтенант-губернатору, обычно называемый Вице-королевский салют | Первые шесть тактов God Save the Queen, вслед за которыми исполняются первые четыре и последние четыре такта государственного гимна O Canada. Для духового оркестра вместо «God Save the Queen» используется комбинация «Майорки» и «O Canada». До 1968 г. вместо вице-королевского салюта исполнялись первые шесть тактов простого королевского салюта God Save the Queen. |
| Канада                   | Высокопоставленный личный состав Канадских вооружённых сил                              | Общий салют | Исполняется для чествования высокопоставленного личного состава |
| Колумбия                 | Президент                                                                               | Honores al Presidente de la Republica (Президентский салют) | Духовые фанфары исполняются Корпусом барабанщиков, затем военный оркестр исполняет: 1. Вступление и припев государственного гимна Колумбии 2. Вступление из гимна Национальной армии Колумбии 3. Вступление из гимна Колумбийских ВМС 4. Вступление из гимна Колумбийских ВВС 5. Первые такты гимна Национальной полиции Колумбии. Если президент присутствует на мероприятии, проводимом лишь одним из 3 родов войск вооружённых сил Колумбии или Национальной полицией, первым после вступления и припева государственного гимна исполняется вступление соответствующего родового гимна. |
| КНДР                     | Глава государства                                                                       | Пожелание счастья вождю | Исполняется при прибытии и отъезде главы государства |
| Республика Корея         | Служащий генеральского ранга                                                            | Звёздный марш | Сокращённая версия |
| Государственные министры | Роза Шарона                                                                             | | |
| Президент                | Гимн Феникса                                                                            | Изменённая версия Звёздного марша, исполняемая в ходе Военного парада в присутствии президента | |
| Люксембург               | Монарх                                                                                  | De Wilhelmus | Вариант государственного и королевского гимна Нидерландов Het Wilhelmus |
| Малайзия                 | Раджа Пермайсури Агонг; Янг ди-Пертуа Негери                                            | Сокращённая версия государственного гимна | Состоит лишь из первой и последней частей гимна. Исполняется перед гимном соответствующего штата, если приветствие предназначено Янг ди-Пертуа Негери. |
| Малайзия                 | Монархи штатов                                                                          | Сокращённая версия государственного гимна Negaraku | Состоит лишь из последней части гимна. Исполняется после гимна соответствующего штата. Исполняется лишь если присутствующий монарх представляет Короля. |
| Нидерланды               | Члены Королевского дома; губернатор Арубы; губернатор Кюрасао и губернатор Синт-Мартена | Het Wilhelmus | Государственный гимн |
| Нидерланды               | Различные должности, которых не предписывается приветствовать «Het Wilhelmus»           | De Jonge Prins van Friesland | До запрета королевой Беатрикс в 1986 г. министры использовали государственный гимн |
| Новая Зеландия           | Монарх                                                                                  | God Save the Queen (Боже, храни Королеву) | Один из двух государственных гимнов, наряду с God Defend New Zealand |
| Новая Зеландия           | Генерал-губернатор                                                                      | Салют генерал-губернатору | Первые шесть тактов God Save the Queen. Гимн также может исполняться целиком. |
| Норвегия                 | Монарх                                                                                  | Kongesangen (Королевская песня) | Переделка текста God Save the Queen на ту же мелодию |
| Папуа — Новая Гвинея     | Монарх                                                                                  | God Save the Queen (Боже, храни Королеву) | |
| Польша                   | Президент                                                                               | Sygnał prezydencki | Исполняется в присутствии президента, когда на крупных мероприятиях поднимается президентский флаг. |
| Португалия               | Президент                                                                               | A Portuguesa | Государственный гимн |
| Португалия               | Председатель Ассамблеи Республики Премьер-министр Государственные министры              | Hino da Maria da Fonte | |
| Россия                   | Президент                                                                               | «Славься» (из оперы Жизнь за царя) | Исполняется при инаугурации президента |
| Россия                   | Президент                                                                               | Президентская фанфара | Исполняется как приветствие президенту |
| Румыния                  | Президент                                                                               | Marș triumfal | Исполняется в присутствии президента и в ходе государственных визитов иностранных высоких должностных лиц |
| Сингапур                 | Президент                                                                               | Сокращённая версия Majulah Singapura | Лишь первые шесть тактов. Исполняются в ходе государственных визитов глав иностранных государств. В ходе крупных государственных мероприятий гимн исполняется полностью. |
| США                      | Президент                                                                               | Hail to the Chief (Салют командиру) | |
| США                      | Вице-президент                                                                          | Hail Columbia (Салют, Колумбия) | |
| США                      | Различные должностные лица                                                              | Honors March 1 (Официальный марш № 1) | 32-тактное попурри из Stars and Stripes Forever |
| США                      | Офицеры сухопутных войск в ранге генерал-майора и выше                                  | General's March (Генеральский марш № 2) | |
| США                      | Офицеры ВМС в ранге контр-адмирала и выше                                               | Admiral's March (Адмиральский марш № 3) | |
| США                      | Офицеры ВВС, Корпуса морской пехоты и Береговой охраны в ранге генерал-майора и выше    | Flag Officer's March (Коммодорский марш № 4) | |
| Таиланд                  | Монарх                                                                                  | Сансин пра барами (Песня, прославляющая авторитет Его Величества) | Бывший государственный гимн, который по-прежнему исполняется перед сеансами в кинотеатрах и представлениями в театрах и в ходе всех крупных мероприятий в присутствии короля и королевы |
| Таиланд                  | Король                                                                                  | Садуде Чом Рача (Гимн благочестивому королю) | Исполняется на церемониях, связанных с королём Вачиралонгкорном и королевой Сутхидой |
| Таиланд                  | Другие члены Королевской семьи                                                          | Маха чай (Великая победа) | Также может использоваться для премьер-министра в очень формальных ситуациях |
| Таиланд                  | Другие случаи                                                                           | Маха рик (Великое покровительство) | В основном исполняется в связи с приездом высокопоставленных чиновников и при инаугурации. Также используется в качестве общего салюта Королевских тайских вооружённых сил. |
| Словения                 | Главнокомандующий Словенскими вооружёнными силами (обычно президент)                    | Naprej, zastava slave (Вперёд, знамя славы) | |
| Филиппины                | Президент                                                                               | Mabuhay (Мы говорим «мабухай») (Президентский марш) | Слово мабухай означает «да здравствует». Песня на музыку Тирсо Круса-старшего и со словами американца Джеймса Кинга Стила впервые исполнена около 1935—1940 гг.. Для предупреждения о прибытии президента на крупные мероприятия исполняется без четырёх подходов барабанной дроби и фанфар. |
| Филиппины                | Президент                                                                               | Marangál na Parangál sa Pangulo / Почётный салют президенту | До 2010 г. исполнялась старая версия. С 2011 г. на всех мероприятиях Вооружённых сил Филиппин, Филиппинской национальной полиции и Филиппинской береговой охраны в присутствии президента исполняется новая версия (со словами на филиппинском, написанными бывшим дирижёром ФСО майором Хавьером Селесталем). Салюту предшествуют четыре подхода барабанной дроби и фанфар и зачастую 21 оружейный залп (лишь на военных мероприятиях). |
| Финляндия                | Главнокомандующий Финскими силами обороны (обычно президент)                            | Björneborgarnas marsch (Марш бьёрнеборгцев) | Марш Бьёрнеборгского полка |
| Чехия                    | Президент                                                                               | Fanfáry z Libuše (Фанфары из Либуше) | Фанфары из увертюры оперы Либуше |
| Швейцария                | Члены Федерального совета                                                               | Rufst du, mein Vaterland | |
| Швейцария                | Канцлер                                                                                 | Первые шесть тактов Rufst du, mein Vaterland | |
| Швеция                   | Монарх                                                                                  | Kungssången (Королевская песня) | |
| Эквадор                  | Президент                                                                               | Honores al Presidente de la Republica (Президентский салют) Marcha Presidential (Президентский марш) | 1. В армии, ВВС и полиции после духовых фанфар исполняется припев из Salve, Oh Patria 2. В ВМС содержанию пункта 1 предшествуют четыре долгих громких ноты морской дудки 3. При прибытии президента на военные мероприятия исполняется после отдачи почестей. |
| Эквадор                  | Вице-президент                                                                          | Honores al Vicepresidente de la Republica (Вице-президентский салют) "Cancion patria" (Песнь Родине) | 1. В армии, ВВС и полиции после духовых фанфар исполняется припев из Salve, Oh Patria 2. В ВМС содержанию пункта 1 предшествуют четыре долгих громких ноты морской дудки 3. При прибытии вице-президента на военные мероприятия исполняется после отдачи почестей. |
| Эстония                  | Главнокомандующий Эстонскими силами обороны (обычно президент)                          | Björneborgarnas marsch (Марш бьёрнеборгцев) | Марш Бьёрнеборгского полка |

## Исторические королевские гимны
| Страна                                            | Монарх                                | Гимн | Примечания |
| ------------------------------------------------- | ------------------------------------- | --- | --- |
| Австрийская империя / Австро-Венгрия              | Монарх                                | Gott erhalte Franz den Kaiser (Боже, храни императора Франца) | С изменёнными словами исполнялся при всех императорах до отмены монархии в 1918 г. |
| Княжество Албания / Албанское королевство         | Монарх                                | Himni i Flamurit (Гимн флагу) | Королевский гимн до отмены монархии в 1943 г., с тех пор — государственный гимн |
| Королевство Афганистан                            | Монарх                                | Шахе гхаджур-о-мехрабане ма (Наш смелый и дорогой шах) | С 1943 г. до отмены монархии в 1973 г. |
| Королевство Бавария                               | Монарх                                | Königsstrophe (Королевская строфа) | Более ранняя версия современного гимна, прославляющая короля |
| Третье Болгарское царство                         | Монарх                                | Химн на Негово Величество Царя (Гимн Его Величества Царя | Королевский гимн до 1944 г. |
| Империя Вьетнам                                   | Монарх                                | Đăng đàn cung (Мелодия восхождения на эспланаду) | |
| Бразильская империя                               | Монарх                                | Hino da Independência (Гимн независимости) | Между 1822 и 1831 гг. В последующие годы использовался современный государственный гимн. |
| Королевство Гавайи                                | Монарх                                | - E ola ke ali'i ke akua (1860—1866) (Боже, храни Короля) - He mele lâhui Hawai'i (1866—1876) (Песня о гавайском народе) - Hawai'i pono'ī (с 1876) (Истинные сыны Гавайев)                                                    | |
| Пруссия / Германская империя                      | Король Пруссии / Германский император | Heil dir im Siegerkranz (Славься ты в венце победном) | |
| Нацистская Германия                               | Фюрер                                 | Badonviller Marsch (Бадонвильский марш) | |
| Королевство Греция                                | Монарх                                | Ὕμνος εἰς τὴν Ἐλευθερίαν (Гимн свободе) | Королевский гимн до отмены монархии в 1974 г., с тех пор — государственный гимн |
| Британский Гонконг                                | Монарх, губернатор Гонконга           | God Save the Queen (лишь первая строфа) | |
| Королевство Египет                                | Династия Мухаммада Али                | Салям аффандина (Привет нашему владыке) | |
| Султанат Занзибар                                 | Монарх                                | Марш султана Занзибара | Без слов |
| Королевство Ирак                                  | Монарх                                | Эс-Салям эль-Маляки (Королевский салют) | |
| Иран (Каджары)                                    | Шах                                   | Саламати-е Шах (Здоровье Шаха) | |
| Иран (Пехлеви)                                    | Шах                                   | Соруд-е шаханшахи-е Иран (Императорский салют Ирана) | |
| Ирландское свободное государство                  | Генерал-губернатор                    | Солдатская песня (1929—1932); отсутствовал в 1932—1936 гг. | Монархия в Ирландском свободном государстве была требованием англо-ирландского договора, раздражавшим националистов. Несмотря на то что юнионисты считали God Save the King вполне подходящим гимном для ирландского представителя Короля, правительство 1927—1932 гг. постановило, что генерал-губернатор должен быть лишён всех должностей, предполагавших исполнение данного гимна. Правительство 1933—1937 гг. сначала упразднило все церемониальные почести, а затем и саму должность генерал-губернатора. |
| Королевство Италия                                | Монарх                                | S'hymnu sardu nationale (Государственный гимн Сардинии) | Прославлял князя/короля до отмены монархии в 1946 г., с тех пор — президентская мелодия. |
| Королевство Йемен                                 | Монарх                                | Салям эль-Маляки (Королевский салют) | Без слов |
| Династия Цин                                      | Монарх                                | - Ли Чжундан юэ (1896—1906) (李中堂樂; Мелодия Ли Чжундан) - Сун лун цзы (1906—1911) (頌龍旗; Похвала Драконовому стягу) - Золотой кубок (1911—1912) (鞏金甌)                                                                 | |
| Китайская империя (1915—1916)                     | Император Юань Шикай                  | Чжунго сюн ли ю чжо цзянь (中國雄立宇宙間; Китай героически стоит во Вселенной) | |
| Корейская империя                                 | Монарх                                | Тэхан чегук эгукга (대한 제국 애국가; Патриотическая песня Корейской империи) | |
| Королевство Лаос                                  | Монарх                                | Pheng Xat Lao | Ранняя версия современного государственного гимна |
| Королевство Ливия                                 | Король Мухаммад Идрис эс-Сануси       | Ливия, Ливия, Ливия | Этот гимн снова стал применяться в качестве государственного гимна Переходным национальным советом с 2011 г., но куплет, прославляющий короля Идриса, из слов исключён |
| Малагасийское королевство                         | Монарх                                | Andriamanitra ô (О владыка) | Прославляет малагасийского монарха |
| Королевство Непал                                 | Монарх                                | Растрия ган (Да венчает сияние нашего прославленного владыку) | Между 1962 и 2006 гг. |
| Османская империя                                 | Монарх                                | - Махмудие (1808—1839 и 1918—1922) - Марш Меджидие (1839—1861) - Марш Азизие (1861—1876) - Хамадие (1876—1909) - Решадие (1909—1918)                                                                                          | С XIX века для каждого султана обычно сочинялся императорский гимн |
| Королевство Португалия                            | Монарх                                | Hino da Carta (Гимн хартии) | С 1834 г. до отмена монархии в 1910 г. |
| Российская империя                                | Монарх                                | Боже, Царя храни! | Государственный гимн до отмены монархии |
| Королевство Румыния                               | Монарх                                | Trăiască Regele (Да здравствует король) | |
| Княжество Сербия / Королевство Сербия             | Монарх                                | Боже правде (Боже правый) | Ранняя версия современного государственного гимна, прославляющая князя/короля |
| Сиам                                              | Монарх                                | - Чом рат чонг чарин (1852—1871) ("จอมราชจงเจริญ"; Да здравствует великий король) - Булан лой луан (1871—1888) ("บุหลันลอยเลื่อน"; Луна плывёт по небу) - Сансин пра барами (1888—1932) ("สรรเสริญพระบารมี"; Восславь его авторитет) | После смены власти на прозападное правительство с королём в качестве номинального главы государства королевским приветственным гимном в 1932 г. был назначен Сансин пра барами, который при этом перестал быть государственным гимном |
| Королевство Тунис                                 | Монарх                                | Салям эль-Бей (Бейский салют) | |
| Королевство Франция (ок. 1590 — 1789 и 1815—1848) | Король Франции и Наварры              | Marche Henri IV (Марш Генриха IV) | Vive la France, Vive le roi Henri до 1789 г., Vive le prince, et le bon roi Louis с 1815 г. |
| Королевство Франция (1791—1792)                   | Король Франции и Наварры              | La Nation, la Loi, le Roi (Нация, закон, король) | |
| Первая империя (1804—1815)                        | Наполеон I, Наполеон II               | Chant du départ (Походная песня) | |
| Вторая империя (1852—1870)                        | Наполеон III                          | Partant pour la Syrie (Отправляясь в Сирию) | |
| Княжество Черногория / Королевство Черногория     | Монарх                                | Убавој нам Црној Гори (Нашей милой Черногории) | Прославляет князя/короля |
| Швеция                                            | Густав III                            | Gustafs skål (Тост за Густава) | |
| Швеция                                            | Монарх                                | Bevare Gud vår kung (1805—1893) (Боже, храни Короля) | Основан на британском гимне и имел ту же мелодию |
| Эфиопская империя                                 | Соломонова династия                   | Итьопья хой (Будь счастлива, Эфиопия) | |
| Королевство Югославия                             | Монарх                                | Гимн Королевства Югославии | |
| Южно-Африканский Союз                             | Монарх                                | God Save the Queen (Боже, храни Королеву) | |